# Jean Gillibert
Pour les articles homonymes, voir Gillibert.
Jean Gillibert (né le 14 janvier 1925 à Paris et mort le 31 octobre 2014 à Bourg-la-Reine) est un psychiatre, psychanalyste, poète, traducteur, dramaturge, metteur en scène et comédien français. 

## Biographie
Sorti du Conservatoire de Paris en 1945, Jean Gillibert assiste en 1947 à la conférence d’Antonin Artaud au Théâtre du Vieux-Colombier à Paris, qui a une influence décisive sur son parcours, placé sous le signe de l’exploration de la folie et du théâtre.
Une autre expérience le marque profondément à la même époque (dans l'immédiat après-guerre) : sa participation au groupe de théâtre antique (GTA) de la Sorbonne, où il joue des rôles importants (Darios et Xerxès dans "Les Perses" d'Eschyle, le Coryphée dans "Agamemnon" d'eschyle, Oreste dans "les Choéphores" d'Eschyle,le Coryphée dans "Antigone" de Sophocle) et met en scène plusieurs pièces avec ce groupe, notamment "Médée" d'Euripide en 1956 (avec Josette Boulva dans le rôle-titre).
Une partie de sa carrière a été consacrée à la psychanalyse.
Il meurt le 31 octobre 2014 à son domicile de Bourg-la-Reine,,.

## Décoration
- Officier de l'ordre des Arts et des Lettres (1981)[6].

## Filmographie
- 1956 : Un condamné à mort s'est échappé de Robert Bresson
- 1962 : Procès de Jeanne d'Arc de Robert Bresson
- 1963 : La Meule de René Allio
- 1983 : Le Général a disparu d'Yves-André Hubert
- 1985 : Le Monde désert de Pierre Beuchot

## Théâtre
Comédien
- 1950 : Adam exilé de et mise en scène Johan de Meester, Théâtre Hébertot
- 1950 : Lucifer de et mise en scène Johan de Meester, Théâtre Hébertot
- 1959 : Tête d'or de Paul Claudel, mise en scène Jean-Louis Barrault, Odéon-Théâtre de France
- 1962 : L'Idiot de Fiodor Dostoïevski, mise en scène Jean Gillibert, Théâtre Récamier
- 1967 : Phèdre de Racine, mise en scène Jean Gillibert, Châteauvallon
- 1971 : Le Songe d'une nuit d'été de William Shakespeare, mise en scène Jean Gillibert, Théâtre de Chateauvallon
- 1971 : Les Ombres sur la mer de William Butler Yeats, mise en scène Jean Gillibert, Théâtre de Chateauvallon
- 1971 : L'Entrée dans la baie et la prise de la ville de Rio de Janeiro en 1711 de Jean Ristat, mise en scène Jean Gillibert, Théâtre de Chateauvallon

Metteur en scène

## Traductions
- Médée d'Euripide
- Œdipe roi et Œdipe à Colone de Sophocle
- Le Roi Lear de Shakespeare

## Ouvrages
- L'Œdipe maniaque : 4 tomes aux éditions Payot :
  - L'Œdipe maniaque, 1978
  - Une Quête phallique, 1978
  - Le Moi soulagé, 1979
  - L'Image réconciliée, 1979
- Les Illusiades, essai sur le théâtre de l'acteur, Clancier Guénaud, 1983
- Le Psychodrame de la psychanalyse, Champ Vallon, 1985  (ISBN 2-903528-54-3)
- Ça n'est plus ça : Notes cliniques et métapsychologiques sur l'autre théâtre de L'Étre, Césura, Lyon, 1987
- Folie et création, Champ Vallon, 1990  (ISBN 2-87673-109-6)
- L'Acteur en création, Presses universitaires Mirail-Toulouse, 1991
- Mœurs de nuit : Versets hérétiques, Presses universitaires Mirail-Toulouse, 1992  (ISBN 2-85816-183-6)
- Dialogue avec les schizophrénies, coll. « Fait psychanalytique », Presses universitaires de France, 1993
- Mes Référendes, L'Harmattan, 1994
- Conversions - Trois études de Métapsychanalyse : de Dieu, du Monde, de l'Homme, Calmann-Lévy, 1995
- Plus béant que le temps, L'Harmattan, 1997 (poésie)
- L'Esprit du théâtre, Phébus, 2000
- Nuits chauves. Légende d'un couple, Les éditions de l'Ambedui, 2002
- Phèdre et l'inconscient poétique, L'Harmattan, 2003
- Humeur, passion, pulsions : depuis que j'écoute..., L'Harmattan, 2004
- Jean sans terre, Phébus, 2004  (ISBN 2-85940-950-5)
- La Mort à vif, L’Harmattan, 2011